# Der Gehässige

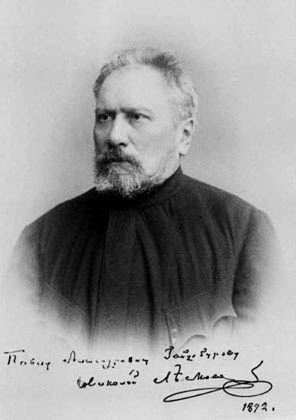
Nikolai Leskow im Jahr 1872

Der Gehässige, auch Der Beleidiger (russisch Язвительный, Jaswitelny), ist eine Erzählung des russischen Schriftstellers Nikolai Leskow, die 1863 in der Sankt Petersburger Monatszeitschrift Jakor (Der Anker) erschien.
Alles lassen Nikolai Danilow und die anderen Fronbauern aus dem Kirchdorf Rachmany im Gouvernement Orjol nicht mit sich machen, denn „die Achtung der eigenen Würde steht über der Furcht um die physische Existenz“.

## Inhalt
Der Engländer Mr. Dane ist schon seit sieben Jahren in Russland; ist nun Verwalter der Güter des Fürsten Kulagin und will eine Fabrik bauen. Deshalb müssen die Bauern vor Ort bleiben und dürfen nicht in der Ukraine Geld verdienen.
Der Gouverneur schickt seinen beamteten Inspektor – den Ich-Erzähler – aus gutem Grund zu den Rachmanyer Bauern. Der Inspektor hatte dort ganz in der Nähe – im Kreis K. – seine Kindheit verbracht; ist also ein Einheimischer. Der ausgeschickte Inspektor  soll nun – möglichst rasch, aber doch diskret – Antwort auf zwei Fragen finden: Warum wurde Mr. Dane von den Bauern windelweich geprügelt und davongejagt? Warum liegen Schnapsbrennerei, Mühle, Mr. Danes Wohnhaus samt Kontor, Gesindehaus, Werkstätten und Wäscherei in Schutt und Asche? Der Inspektor lässt den festgenommenen vermutlichen Aufwiegler und Brandstifter Nikolai Danilow die Fußfessel abnehmen und vermeidet beim anschließenden Verhör scharfe Töne. Nikolai Danilow gesteht, wie er von Mr. Dane gepiesackt wurde. Als der Bauer den Arbeitsplatz am Bau in Richtung Heimatdorf verlassen hatte, wurde er eingefangen und nicht ausgepeitscht, sondern musste zur Strafe vor allen Arbeitern – die Hände im Schoß – auf einem der Balken sitzen. Nikolai Danilow wollte seine Axt; wollte mit den anderen arbeiten, aber er durfte nicht. Der Bauer beschreibt die nächste Quälerei des Engländers: „Er hat mich zum Bau geführt, von einem Lakaien ließ er einen vergoldeten Sessel aus dem Herrenhaus bringen, den stellte er vor den Leuten auf, auf diesen Sessel hat er mich … gesetzt und in das Rückenpolster eine Sicherheitsnadel gestochen, und an der hat er mich wie einen Spatzen … festgebunden.“
Auf Ersuchen des Inspektors will Fürst Kulagin seinen rebellischen Bauern verzeihen. Die Bedingung des Fürsten: Mr. Dane übernimmt in Rachmany wieder das Kommando. Weil die Bauern den Engländer, diesen „gehässigen Mann“, nicht mehr wollen, kommt es zum Prozess. Drei Bauern werden zur Zwangsarbeit nach Sibirien verschickt, zwölf kommen in die Strafkompanie und der Rest der Beteiligten wird ausgepeitscht und umgesiedelt.

## Rezeption
- 1959: Setschkareff[7] wirft Leskow Weitschweifigkeit vor.

### Deutschsprachige Ausgaben
Verwendete Ausgabe:
- Der Gehässige. Die Geschichte eines Inspektionsbeamten. Deutsch von Hilde Angarowa. S. 35–57 in Eberhard Dieckmann (Hrsg.): Nikolai Leskow: Gesammelte Werke in Einzelbänden. Bd. 1: Die Lady Macbeth aus dem Landkreis Mzensk. Erzählungen. 632 Seiten. Rütten & Loening, Berlin 1988 (1. Aufl.), ISBN 3-352-00252-5

### Sekundärliteratur
- Vsevolod Setschkareff: N. S. Leskov. Sein Leben und sein Werk. 170 Seiten. Verlag Otto Harrassowitz, Wiesbaden 1959